# Client misteriós
El client misteriós, conegut amb altres termes com client fantasma, compra misteriosa, compra secreta o pseudocompra (mystery shopping i mystery shopper en anglès), és un mètode utilitzat per empreses d'investigació de mercats i organitzacions que desitgen mesurar la qualitat de vendes i servei, acompliment en la feina, conformitat reguladora, o per reunir informació específica sobre un mercat o competidors, incloent productes i serveis.
Els clients misteriosos imiten el comportament del consumidor habitual per provar la consistència dels hàbits considerats importants a una marca específica o sector. Els clients misteriosos, els quals poden ser treballadors de la pròpia empresa o professionals independents, lliuren informes detallats i retroalimentació sobre les seves experiències.

## Sectors i usos habituals
En els seus orígens a la dècada dels 1940s, la compra misteriosa es feia servir com a mecanisme per mesurar la integritat dels empleats. Les valoracions i els informes sobre les compres misterioses van des de qüestionaris simples fins a gravacions d'àudio i vídeo. Les compres misterioses es poden utilitzar en qualsevol sector, des del B2C al B2B (entre empreses), tot i que el B2B és menys habitual. Els usuaris més habituals d'aquest mètode d'investigació són el comerç al detall, els hotels, les sales de cinema, els restaurants i les cadenes de menjar ràpid, i el comerç electrònic. També s'inclouen els bancs, benzineres, fabricants i concessionaris d'automòbils, serveis de transport, apartaments, empreses de gestió immobiliària i immobiliària, clubs de salut i fitness i atenció sanitària per a persones i mascotes.
Existeixen diferents plantejaments sobre la utilitat d'aquesta tècnica, però en general es recomana d'utilitzar conjuntament amb altres tipus d'estudis de mercat, com una forma d'acomplir els estàndards en qualitat i satisfacció del client.

## Creixement
La indústria de les compres misterioses va tenir un valor estimat de gairebé 600 milions de dòlars als Estats Units el 2004, segons un informe del 2005 encarregat per la Mystery Shopping Providers Association (MSPA). Les empreses que hi van participar van experimentar un creixement mitjà de l'11,1 per cent del 2003 al 2004. L'informe calcula que es van realitzar més de 8,1 milions de compres misterioses el 2004. L'informe representa el primer intent del sector per quantificar la mida del sector de les compres misterioses. Per la seva part, la Independent Mystery Shoppers' Coalition informa que hi ha 1,5 milions de compradors misteriosos només als Estats Units. Hi ha enquestes similars disponibles per a les regions europees on les compres misterioses s'incorporen cada vegada més als procediments de les empreses.

## Ètica
Les organitzacions de compres misterioses aconsellen que la seva investigació només s'hagi d'utilitzar per a programes d'incentius dels empleats i que el càstig o l'acomiadament siguin un ús inadequat de les dades dels compradors misteriosos. Tanmateix, no són infreqüents les històries d'acomiadaments d'empleats com a resultat directe de comentaris negatius dels compradors misteriosos.